# 神戸市立神戸商業高等学校
神戸立神戸商業高等学校（こうべしりつ こうべしょうぎょうこうとうがっこう）は、兵庫県神戸市東灘区に所在した市立の商業高等学校。

## 設置学科
- 商業科
- 会計科
- 情報科

## 所在地
- 〒658-0073 兵庫県神戸市東灘区西岡本2丁目25番1号

## 概要
- 1955年（昭和30年）、野球部が第37回全国高等学校野球選手権大会に兵庫県代表として出場。
- 2000年（平成12年）、神戸市立六甲アイランド高等学校の新設開校に伴い閉校した。

## 著名な出身者
- 山下澄人（劇作家、小説家）